# Suddivisioni di Terni

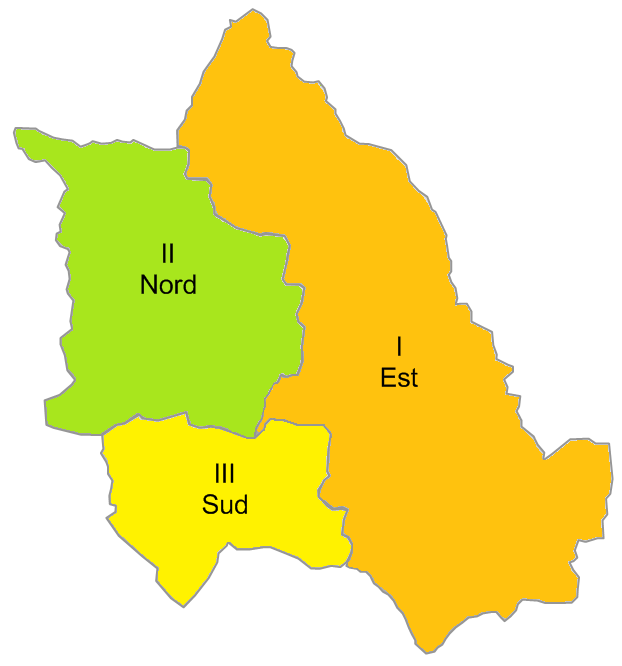
Ripartizione territoriale delle 3 circoscrizioni esistite dal 2009 al 2014

La città di Terni è stata suddivisa in 9 circoscrizioni di decentramento comunale comprendenti più quartieri e frazioni fino al 2009, quando in seguito alle disposizioni della legge finanziaria del 2008 voluta dal Governo Prodi II sono state introdotte diverse modifiche al regolamento comunale in materia, che hanno portato alla riduzione del numero delle circoscrizioni da 9 a 3.
Con le elezioni del consiglio comunale a Terni del 2014 e a seguito della legge 42/2010 che ha soppresso le circoscrizioni per i comuni con una popolazione inferiore ai 250.000 abitanti le circoscrizioni hanno cessato le proprie funzioni.
Ogni circoscrizione era rappresentata da un proprio presidente e dai gruppi consiliari, la cui elezione avveniva in contemporanea a quelle per il sindaco e per il rinnovo del consiglio comunale.

## Suddivisione toponomastica
Il comune di Terni è composto di 80 comprensori suddivisi in:
- 36 quartieri comprendenti: Centro Storico (parte est), Achille Grandi, Bovio, Campofregoso-Brin, Casali di Papigno, Cervara, Ex Ferrovieri, Pentima, Rosaro, San Carlo, Sant'Agnese, Toano, Trevi, Tuillo, Volghe-Prisciano, Centro Storico (parte ovest), Campitello, Cardeto-Uffici Finanziari, Campomaggiore, Cinque Strade, Colle Dell'Oro, Collerolletta, Dalmazia-San Martino, Fiori, Fonderia, Gabelletta, Maratta, Palma, Piedimonte, Pozzo Saraceno, Rivo,  Campomicciolo, Cesure, Cospea, Giardino, Italia, Le Grazie, Matteotti, Perticara-San Rocco, Polymer-Campomaggio, Sabbione-Pantano, San Lucio (Ex Shanghai), San Giovanni, San Valentino, Staino, Valenza, Vallecaprina-Boccaporco.
- 28 frazioni comprendenti: Collestatte, Collestatte Piano, Larviano, Marmore, Miranda, Papigno, Piediluco, San Liberatore, Torreorsina, Valserra (Rocca San Zenone, Collelicino, Castagna, Romita, Appeccano, Poggio Lavarino, Cecalocco, Battiferro, Acquapalombo, Colle Giacone, Giuncano, Polenaco, Pracchia, Porzano), Cesi, Collescipoli.

## Ex I° Circoscrizione "Est"
La ex I° Circoscrizione "Est", esistita dal 2009 al 2014, era divisa in 4 distretti, che contavano 13 quartieri e 24 frazioni:
- Quartieri: Centro Storico (parte est), Achille Grandi, Bovio, Campofregoso-Brin,  Casali di Papigno, Cervara, Ex Ferrovieri, Pentima, San Carlo, Sant'Agnese, Toano, Trevi, Tuillo, Volghe-Prisciano;
- Frazioni: Collestatte, Collestatte Piano, Larviano, Marmore, Miranda, Papigno, Piediluco, San Liberatore, Torreorsina, Valserra (Rocca San Zenone, Collelicino, Castagna, Romita, Appeccano, Poggio Lavarino, Cecalocco, Battiferro, Acquapalombo, Colle Giacone, Giuncano, Polenaco, Pracchia, Porzano).

## Ex II° Circoscrizione "Nord"
La ex II° Circoscrizione "Nord", esistita dal 2009 al 2014, era divisa in 2 distretti, che contavano 13 quartieri e 1 frazione:
- Quartieri: Cardeto, Centro Storico (parte nord), Dalmazia-San Martino, Fiori, Fonderia,  Campitello, Campomaggiore, Gabelletta, Maratta, Borgo Rivo;
- Frazioni: Cesi.

## Ex III° Circoscrizione "Sud"
La ex III° Circoscrizione "Sud", esistita dal 2009 al 2014, era divisa in 3 distretti, che contavano 15 quartieri e 1 frazione.
- Quartieri: Campomicciolo, Cesure, Le Grazie, Matteotti, Perticara-San Rocco, San Valentino, Valenza, Vallecaprina-Boccaporco, Cospea, Giardino, Italia, San Giovanni, Staino, Collescipoli, Campomaggio, Sabbione-Pantano:
- Frazioni: Collescipoli.

## La proposta delle consulte territoriali
A seguito di una proposta formulata dai consiglieri comunali del Partito Democratico, nel gennaio 2023 la seconda e la terza commissione consiliare hanno iniziato a lavorare ad un regolamento che, al posto delle circoscrizioni di decentramento soppresse, potesse restituire un presidio ai cittadini residenti nella periferia ternana e la possibilità di incidere anche sull'indirizzo amministrativo della stessa giunta comunale. La proposta coinvolgerebbe circa 6.138 residenti delle frazioni di Collestatte e Torreorsina, Cesi, Collescipoli, Papigno-Marmore e Piediluco, i quali potrebbero eleggere dei loro rappresentanti in qualche organismo consultivo.